# Granulisina

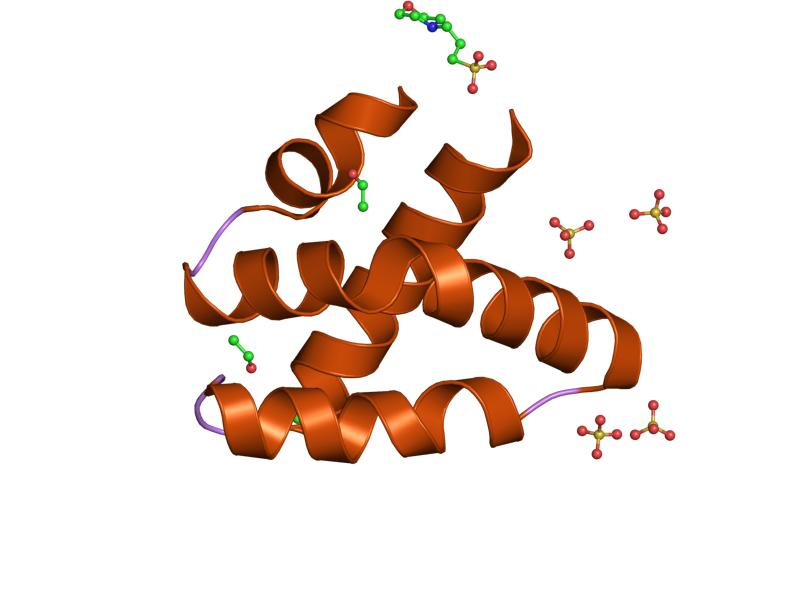
Molécula de granulisina

A granulisina pertence à família da proteína do tipo saposina. Ela é caracterizada pela sua afinidade a uma variedade de lipídeos
Quando os linfócitos T citotóxicos e células NK identificam uma célula infectada com microorganismo intracelular, eles liberam grânulos intracelulares para eliminar os patógenos. Um dos grânulos citotóxicos presente nessas células é a granulisina, uma proteína formadora de poro, presente nas células dos mamíferos, como os humanos. A granulisina é uma molécula citolítica e pró-inflamatória expressa por linfócitos T citotóxicos ativados e células NK[1].

## Características moleculares
A granulisina pertence à família da proteína do tipo saposina. Ela é caracterizada pela sua afinidade a uma variedade de lipídeos. Foi identificado que a granulisina recombinante apresentava as seguintes ações: lise de membrana celular de células procariotas, matar bactéria, parasitas e fungos in vitro [1]. A molécula de granulisina foi identificada por meio da hibridização subtrativa de genes humanos de linfócitos T após ativação. As amebaporos A-C e NK-lysina pertencentes à família saposina apresentam atividade líticas, sugerindo que a granulisina apresenta essa atividade [2].
Figura 1  – Liberação da granulisina e modelo esquemático de como a Granulisina mata a célula alvo [4]. 
A granulisina é encontrada em grânulos citolíticos de linfócitos T citotóxicos e células NK junto com perforinas e granzimas. Ela é sintetizada como molécula de 15-kDa e, em seguida, clivadas como molécula de 9-KDa. Este último é sequestrado para os grânulos citolíticos e aquele é constitutivamente sequestrado. Granulisina 9-kDa recombinante é dependente de perforina para matar patógenos intracelulares. Essa molécula apresenta atividade tumoricida e amplamente antimicrobiana, contra gram + e gram -, levedura, fungo e parasitas. granulisina mata  Mycobacterium tuberculosis, o agente causador da tuberculose, and Plasmodium falciparum, causador de malária [2].

## Funções
A lise do tumor por granulisina ocorre por meio da ligação dessa molécula à superfície do tumor devido a carga. Não há evidência de um receptor específico para essa ação. A citotoxidade ocorre porque a  molécula de granulisina causa alteração no fluxo iônico, aumenta-se o influxo de Ca2+ e também aumenta a liberação desse íons das vesículas citosólicas. Ao mesmo tempo ocorre o efluxo de K+ devido a bomba [2].
Figura 2 – Modelo esquemático da apoptose induzida por Granulisina [2]. 
A atividade antimicrobiana está relacionada com o mesmo mecanismo provocado em células tumorais. Ela interrompe o metabolismo oxidativo e a geração de energia pelo microorganismo [2]. Em concentração sublíticas foi observado que a granulisina permitiu a entrada de granzimas em células bacterianas e certos parasitas intracelulares, as quais atuaram no complexo I da cadeia respiratória [1].  A parede celular é danificada e o metabolismo de lipídios é interrompido [2]. Importante citar que, camundongos expressando granulisina foram mais resistentes a infecções por Listeria monocytogene, Toxoplasma gondii, and Trypanosoma cruzi. Observa-se que linfócitos T citotóxicos eliminam patógenos num processo sinérgico envolvendo a granulisina e da protease granulo efetora granzima [1].
A granulisina apresenta atividade quimiotáxica para uma variedade de células. A granulisina 9-kDa recombinante atrai células T, NK linhagem tumoral e também monócitos. Essa molécula apresentou máxima atividade quimiotáxica para células T CD4+, CD8+ e monócitos [2].
Além da quimiotaxia a granulisina 9-kDa recombinante induz a expressão de citocinas próinflamatórias em monócitos e também em células relacionadas a linhagem tumoral RANTES, MCP-1, MCP-3, MIP-1α, IL-10, IL-1, IL-6 and IFN-α [2].
A granulisina tem ampla importância clínica para uma diversidade de doenças: infecções, câncer, transplante, afecções da pele e complicações da pele [2].
A granulisina está envolvida na defesa contra doenças provocadas por Micobacteria e malária. Protege contra micrrooganismos intracelulares incluindo M.tuberculosis. Há expressão significativa de perforina e granulisina a partir de linfócitos T CD8+ em sítios de infecção da tuberculose pulmonar. Linfócitos T CD4+ provoca lise das bactérias e impede o crescimento. Células NKT também expressam granulisina e perforina e exibe atividade antimicrobiana [2].
Células expressando granulisina estão presentes na hanseníase cutânea. Linfócitos que expressam granulisina também estão envolvidos contra os estágios assexuado de Plasmodium falciparum [2].
A agranulisina foi amplamente correlacionado nos bons resultados contra o câncer. Estudos mostraram que a presença de granulisina no infiltrado contra o câncer apresentou bons resultados [2].
Nas doenças de pele, a granulisina é uma importante mediadora das lesões em uma variedade de doenças de pele, incluindo foliculite, psoríase, acne e vesículas virais [2].
granulisina tem um potencial terapêutico para o câncer e doenças infecciosas. Derivados sintéticos de granulisina oferecem a oportunidade de ser antimicrobiano de amplo espectro de ação rápida, não tóxica, de baixo custo para a fabricação. Pode ser usado como antibiótico alternativo diante das resistências [2].